# Eusko Langileen Alkartasuna
Pour les articles homonymes, voir ELA.
Eusko Langileen Alkartasuna (Solidarité des Ouvriers basques en français et Solidaridad de Trabajadores Vascos en espagnol, ELA-STV), plus connu sous le sigle d'ELA, est le syndicat majoritaire en Hegoalde (dans la Communauté autonome basque et en Navarre).

## Histoire

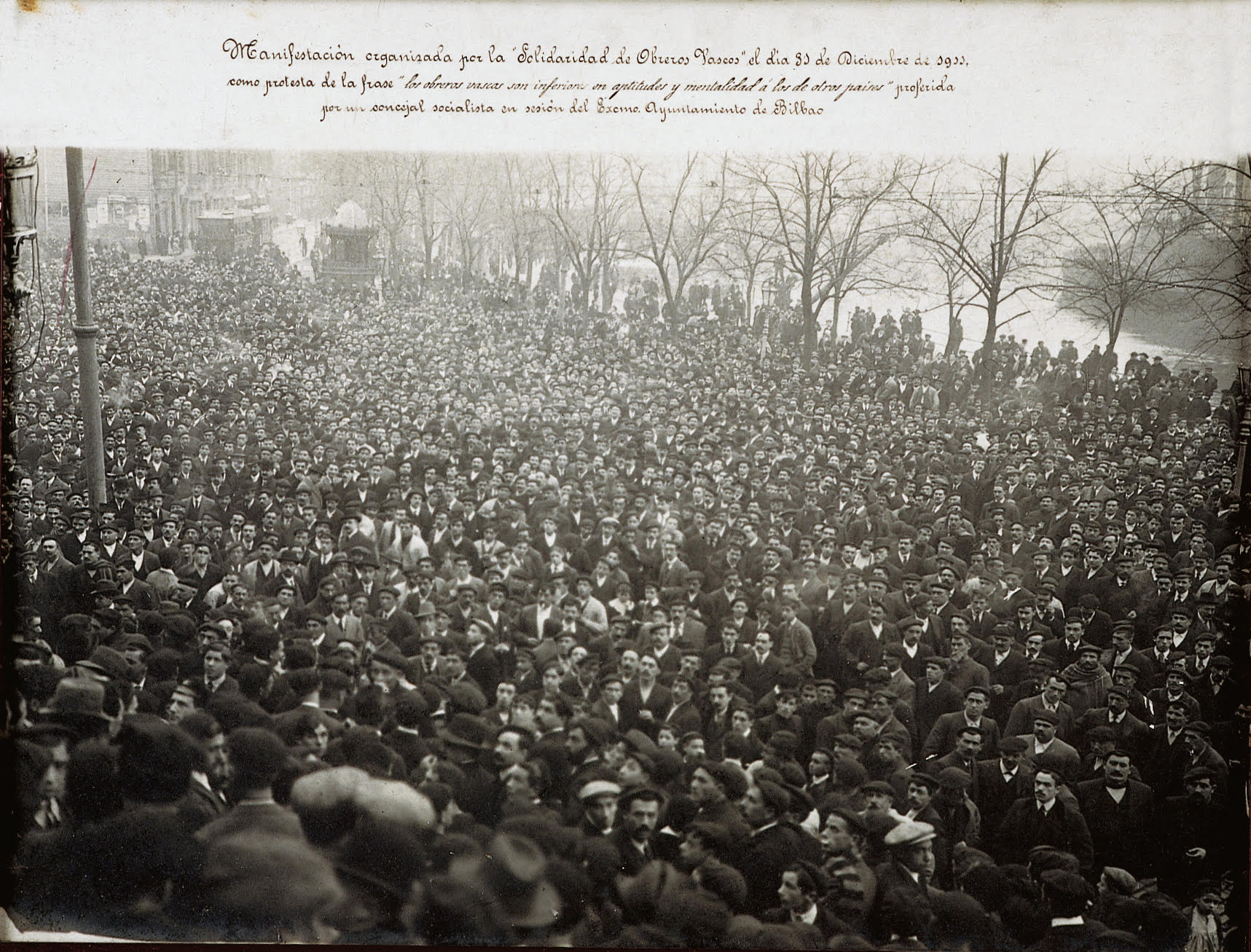
Manifestation organisée à Bilbao le 31 décembre 1911 par ELA.

ELA a été fondé le 23 juillet 1911 à Bilbao par un groupe de 178 travailleurs sous le nom de Solidaridad de Obreros Vascos. Lié à ses débuts au Parti nationaliste basque, il est construit en réaction à la diffusion d'idées socialistes et laïques par les ouvriers originaires d'autres régions espagnoles venus travailler dans les villes basques. Destiné originellement à la défense exclusive des travailleurs basques,, il s’est cependant rapidement émancipé de l'influence catholique et corporatiste du PNV pour développer un syndicalisme de classe, ouvrier et indépendant à partir des années 1930. Après la guerre civile,, ELA est interdit durant la dictature de Franco.
Une fois l’activité syndicale légalisée en 1977, ELA parvient, avec l’élan donné par les nouvelles générations et grâce à un programme rénové, à s’étendre sur tout le territoire du Pays basque Sud. De nouvelles lignes politiques sont définies lors de son Congrès de 1976 : construit selon un modèle confédéral, ELA se revendique d'un syndicalisme de classe abertzale et internationaliste inspiré du marxisme, indépendant des partis politiques et ouvert à tous les travailleurs du Pays basque. L'un des principes majeurs du syndicat est la constitution d'une "caisse de résistance" alimentée par 25 % des cotisations des adhérents, permettant de compenser les pertes salariales des travailleurs en cas de grève.
Le syndicat augmente progressivement son score aux élections professionnelles, passant de 25,6 % en 1980 à 40,6 % en 2015, devenant majoritaire au Pays basque Sud. ELA gagne ainsi rapidement le droit de négocier des accords et siéger dans des instances professionnelles : non représentatif à l'échelle espagnole, il remplit cependant l'une des conditions prévues par la loi sur la liberté syndicale de 1985, fixant un seuil d'au moins 15 % des sièges aux élections professionnelles et au moins 1 500 représentants sur le territoire d'une communauté autonome pour obtenir le statut d'organisation représentative. Dans les autres provinces, seule la Confederación Intersindical Galega (es) obtient également un poids électoral suffisant (en Galice) pour bénéficier de ce statut.
Avec l'autre syndicat proche de la mouvance abertzale Langile Abertzaleen Batzordeak (LAB), créé en 1974, il fait ainsi contrepoids à la domination de l'Union générale des travailleurs et des Commissions ouvrières dans le monde syndical à l'échelle espagnole.
En 2021, le syndicat compte plus de 100 000 membres, soit environ 10% du nombre de travailleurs du territoire.

## Objectifs
ELA se définit comme un syndicat nationaliste basque de classe qui, selon sa Déclaration de Principes de 1976, lutte pour "une société d'hommes et de peuples libres et responsables, selon un modèle socialiste où les moyens de production, de consommation et de culture sont entre les mains et au service des travailleurs". Bien que revendiquant son indépendance vis-à-vis des partis, ELA s'engage dans des luttes qui peuvent rejoindre les combats de formations politiques du mouvement abertzale, notamment pour défendre la langue basque ou œuvrer en faveur de la résolution du conflit basque (ELA est ainsi signataire de l'accord de Lizarra-Garazi (eu) en 1998). Son influence est d'ailleurs la plus forte dans les bastions du nationalisme basque en Guipuscoa et Biscaye.
ELA se positionne également à la pointe des enjeux écologiques dès les années 1990 et s'engage contre de grands projets d'aménagement du territoire (agrandissement du port de Saint-Sébastien, Centre intermodal de transport et de logistique de Vitoria, projet de ligne à grande vitesse dit "Y basque"). Plusieurs de ses membres ont d'ailleurs participé à la création de l'association écologiste Bizi ! en 2009. En 2021, le syndicat fait officiellement de la transformation du système productif face aux évolutions climatiques une de ses priorités, notamment en évaluant les besoins de reconversion des employés des secteurs les plus polluants.

## Modèle syndical
Le modèle syndical original et efficace d’ELA est un projet confédéral global qui a maintenu une véritable autonomie politique et financière. Ainsi, la journaliste Onintza Irureta Azkune et l’économiste Aiala Elorrieta Agirre notent que « le cas de cette confédération est particulièrement intéressant sur un aspect : elle a su aller au-delà des constats, et mettre en œuvre les transformations requises dans son organisation et son fonctionnement pour répondre aux évolutions du salariat. » Ce travail de questionnement permanent l’a amené à adopter un plan d’équité de genre en 2021.

## Modes d'action
D'après le site Syndicalistes, ELA organise à lui seul environ 10 % des mouvements de grève annuels en Espagne alors qu'il n'est actif qu'au Pays basque et "engage ainsi aujourd’hui le plus haut niveau de conflictualité d’Europe" selon l'Union Communiste Libertaire. Grâce à sa "caisse de résistance", ELA est réputé pour son soutien à des grèves très longues,, comme celle ayant eu lieu dans l'entreprise Novaltia (3 ans et 8 mois) qui s'est terminée en mars 2023 sur une augmentation de salaire et le versement de dommages et intérêts pour les grévistes et celle de Caballito, en 2005, qui a duré 745 jours.

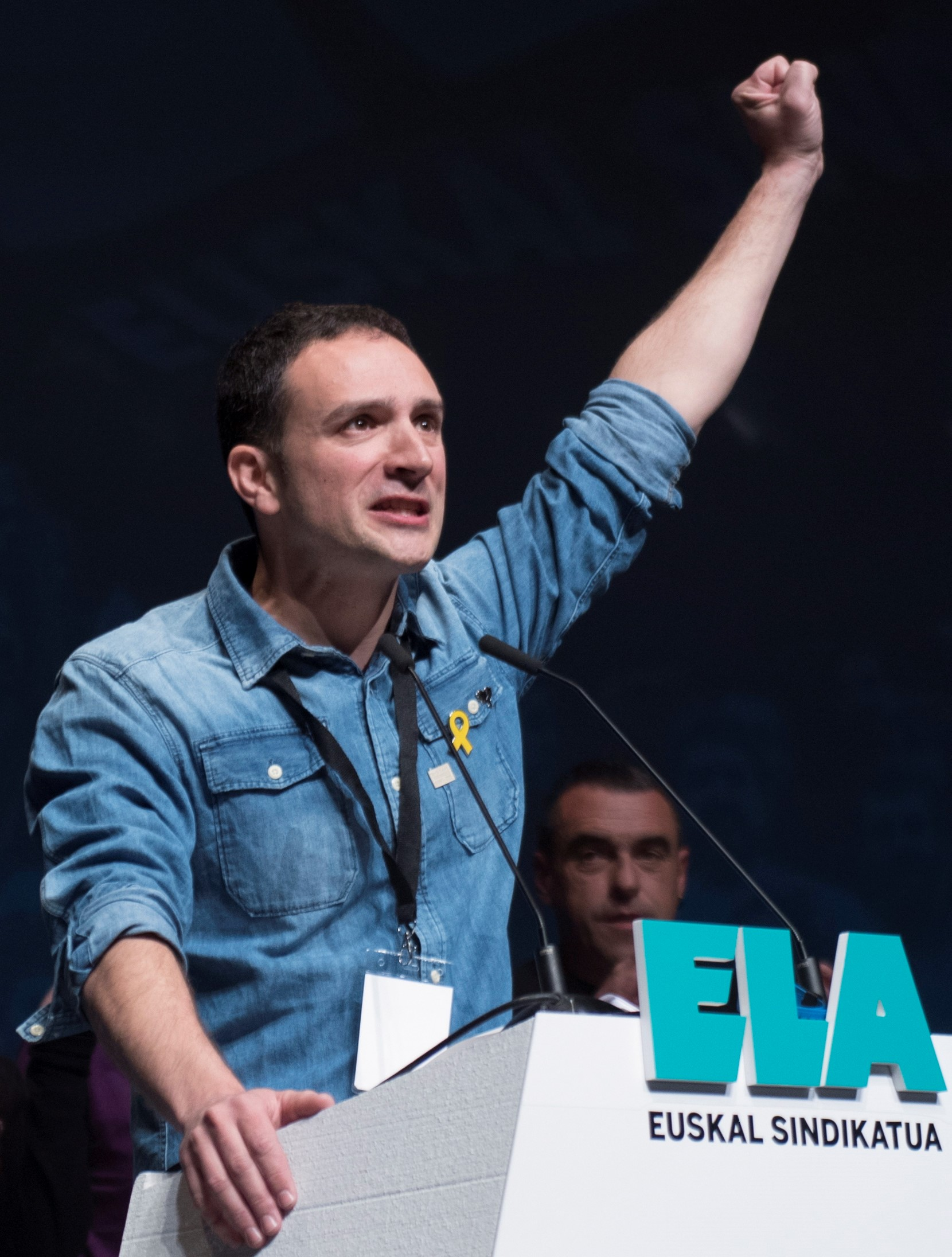
Mitxel Lakuntza

## Secrétaires généraux
| Liste des Secrétaires Généraux | Liste des Secrétaires Généraux   |
| ------------------------------ | -------------------------------- |
| 1976-1988                      | Alfonso Etxeberria Olazabal (eu) |
| 1988-2008                      | Jose Elorrieta (eu)              |
| 2008-2019                      | Adolfo Muñoz (eu)                |
| 2019-                          | Mitxel Lakuntza (eu)             |